# Памятники архитектуры Кременчуга
Памятники архитектуры Кременчуга — объекты культурного наследия (памятники архитектуры и градостроительства), расположенные на территории города Кременчуг (Полтавская область, Украина).

## Краткий обзор памятников архитектуры
В Кременчуге, несмотря на многовековую историю, не сохранилось большого количества памятников архитектуры. Дореволюционная архитектура, а именно — сохранившиеся (в том числе восстановленные) здания до 1917 года постройки, представлены в основном единичными уцелевшими особняками (фабриканта Рабиновича, полицмейстера Казачка, купца Немеца). Сохранились дореволюционные здания учебных заведений (Александровского училища, Мариинской гимназии и других). Утрачены постройки таких известных архитекторов как Кваренги и Старов.
В советский период между революцией и оккупацией Кременчуга фашистами в 1941 году, в городе были построены многочисленные учебные заведения (школы № 9,14, 29 и другие) в стиле Сталинской архитектуры. Религиозные учреждения были в основном приспособлены под новые нужды, с демонтажем религиозных атрибутов: католический костёл был преобразован в дом культуры и выставочное пространство, в Успенской церкви был открыт рабочий факультет. Деревянная старообрядческая Покровская церковь была разобрана, на месте была построена школа. Построен клуб Котлова в стиле Украинского модерна, считающийся первым рабочим клубом Украины. На главной улице было сооружено одно из первых в городе многоэтажных жилых зданий, так называемый «125-квартирный дом».
В период между 1941 и 1943 годами город пострадал от бомбардировок. При отступлении из города в 1943 году немецкие войска взорвали или подожгли большую часть городских построек. По итогам войны, до 97 процентов городского жилого фонда было уничтожено, большая часть дореволюционной архитектуры была утрачена.
Послевоенный советский период характеризуется активной застройкой города. Восстанавливаются сгоревшие здания (здание Государственного Банка, школы). На месте не подлежавших восстановлению руин строятся новые монументальные здания в стиле Сталинский ампир (Дом культуры КрАЗ, здания Крюковского вагонного завода, школы № 27, 23 и другие). После постройки в 1961 году Дома торговли архитектура города идёт в сторону упрощения. Ни один из домов более поздней постройки не включался в перечень памятников архитектуры.
В 1980-х годах составляется первый перечень памятников, которые ставятся под государственную охрану. В 1990-е годы многие здания ветшают. В 2000-х годах вновь поднимается вопрос сохранения памятников, утверждаются охранные списки. В 2016 году в рамках декоммунизации с памятников Советского периода демонтируется символика. Принимается решение об исключении из охранных списков некоторых памятников архитектуры (вместо исходных 56 пунктов утверждается 41).

## Перечень памятников архитектуры
В таблице представлен перечень памятников архитектуры по состоянию на конец 2016 года.
| № п/п | Название                                                                                  | Адрес                                              | Дата постройки                                        | Фото | Краткое описание |
| ----- | ----------------------------------------------------------------------------------------- | -------------------------------------------------- | ----------------------------------------------------- | ---- | --- |
| 1     | Дом для наблюдения за движением судов по Днепру (башня Потёмкина)                         | Улица Гоголя, 2                                    | до 1787                                               |      | Здание входило в ансамбль Новороссийских присутственных мест. В разное время использовалось как кладовая, библиотека, клуб. По состоянию на 2017 год, старейшее городское здание заброшено. Принадлежит Нацгвардии Украины.                                        |
| 2     | Кременчугская комиссариатская комиссия (комплекс из 5 зданий)                             | Улица Макаренко, 5                                 | конец XVIII- начало XIX века                          |      | Кременчугская комиссариатская комиссия заведовала вещевым обеспечением местных войск, упразднена в 1864 году. В советский период в зданиях располагались военные склады. После 1991 года склады упразднены, здания приходят в запустение.                          |
| 3     | Комплекс главного штаба инспектора резервной кавалерии и поселения войск                  | Улица Гоголя, 2                                    | 1844—1852                                             |      | Комплекс главного штаба долгое время использовался как военный госпиталь, после 1991 года передан военной части и пришёл в запустение. Был передан городу, в 2016 году город передал здания Нацгвардии Украины.                                                    |
| 4     | Мариинская женская гимназия                                                               | Улица Победы, 17/6                                 | до 1866                                               |      | Бывшее здание гимназии для девочек, носившей имя императрицы Марии Александровны. В школе обучались известная скульптор Элеонора Блох и первая в империи женщина-адвокат, Екатерина Флейшиц. Ныне здание принадлежит Кременчугскому лётному колледжу.              |
| 5     | Здание Кременчугского уездного земства                                                    | Улица Коцюбинского, 2                              | до 1877                                               |      | Бывшее здание Кременчугского уездного земства используется как жилой дом. |
| 6     | Успенская церковь в Крюкове                                                               | Улица Макаренко, 107                               | 1877                                                  |      | Старейшая сохранившаяся (единственная дореволюционная) церковь Кременчуга. Относится к Украинской православной церкви Московского патриархата. |
| 7     | Здание отеля «Виктория»                                                                   | Улица Лейтенанта Покладова, 10-А                   | до 1884                                               |      | Отель располагался напротив гостиницы «Пальмира». В Виктории останавливались русский учёный Василий Докучаев и Владимир Вернадский. Ныне в здании расположен жилой дом.                                                                                            |
| 8     | Дом фабриканта Рабиновича                                                                 | Улица Софиевская, 73                               | конец XIX века                                        |      | Бывший особняк владельца табачно-махорочной фабрики. Ныне в здании расположен центр стандартизации, метрологии и сертификации. |
| 9     | Здание отеля «Пальмира»                                                                   | Улица Лейтенанта Покладова, 3                      | конец XIX века (разрушено в 1943, восстановлено)      |      | В здании располагалась одна из самых известных гостиниц города, «Пальмира» (в советский период называлась «Октябрь»). Ныне в здании расположено городское управление образования.                                                                                  |
| 10    | Дом Гутовского (ошибочно называется домом Шапошникова)                                    | Улица Софиевская, 1                                | конец XIX века                                        |      | Бывший особняк генерала Гутовского, построенный в стиле модернизированной классики. Ныне здание принадлежит детскому саду «Яблонька». |
| 11    | Здание Государственного Банка                                                             | Улица Победы, 9/1                                  | 1900 (сожжено в 1943, восстановлено в 1945-49)        |      | Здание Кременчугского отделения Государственного банка Российской империи было построено неподалёку от Успенского собора (не сохранился). По состоянию на 2017 год, в здании расположен филиал Укрсоцбанка.                                                        |
| 12    | Дом купца Немеца                                                                          | Улица 1905 года, 23                                | 1901                                                  |      | Особняк одного из известных Кременчугских промышленников в Советский период был преобразован в детский ночной санаторий. Ныне в здании размещается кожно-венерологический диспансер.                                                                               |
| 13    | Дом купца Алисова                                                                         | Улица Ивана Приходько, 42                          | 1901 или ранее                                        |      | После войны, во время которой были уничтожены медицинские учреждения, в доме временно располагалась городская больница. |
| 14    | Дом купца Чуркина                                                                         | Улица Ивана Приходько, 43 (Крюков)                 | 1902                                                  |      | Особняк купца и мецената Чуркина, который в нём никогда не жил. По состоянию на 2017 год, здание не используется и разрушается. |
| 15    | Железнодорожное техническое училище                                                       | Улица Леонова, 14                                  | 1903                                                  |      | Бывшее училище Харьковско-Николаевской железной дороги. В годы войны в здании размещался эвакогоспиталь. Ныне в здании расположен железнодорожный техникум. |
| 16    | Собор Святого Николая Чудотворца                                                          | Улица 29 сентября, 16/32                           | 1910                                                  |      | Бывший католический костёл, построенный в готическом стиле. После 1991 года были надстроены православные купола, ныне здание относится к Украинской православной церкви Киевского патриархата.                                                                     |
| 17    | Приют купца Чуркина для мальчиков                                                         | Улица Чкалова, 4                                   | 1910                                                  |      | Бывший приют, построенный на деньги купца и мецената Чуркина, ныне используется Кременчугским профессионально-техническим училищем № 26. |
| 18    | Здание Кременчугского общества вспомоществования бедным                                   | Улица Победы, 34                                   | 1910 (сожжено в 1943, восстановлено в 1950-х)         |      | Здание, построенное благотворительным обществом, после Революции использовалось иудейским учебным заведением. По состоянию на 2017 год, в здании располагается типография.                                                                                         |
| 19    | Казармы 35-го Брянского пехотного полка                                                   | Улица Богаевского, 4                               | 1910-1911                                             |      | Здание казарм 35-го Брянского пехотного полка, дислоцировавшегося в Кременчуге. Ныне принадлежит воинской части. По состоянию на 2016 год, не используется и разрушается.                                                                                          |
| 20    | Дом полицмейстера А. Казачка                                                              | Улица Игоря Сердюка, 10/25                         | начало XX века                                        |      | Бывший особняк, также называется домом помещика Таращенко. Ныне в здании располагается городской отдел здравоохранения. |
| 21    | Дом кондитера Силаева                                                                     | Улица Ивана Приходько, 8/18                        | начало XX века (разрушен в 1943, восстановлен в 1952) |      | В здании располагалась кофейня и кондитерская, затем — общество взаимного кредита. После революции здание передано городской милиции, в нём также размещался спортзал и танцплощадка. Ныне в здании располагаются частные организации.                             |
| 22    | Водонапорная башня                                                                        | Территория Кременчугского железнодорожного вокзала | начало ХХ века                                        |      | В 1870 году в городе построен локальный водопровод железнодорожной станции Кременчуг с водозабором из Днепра. Вода очищалась песчаными фильтрами и накапливалась в башне на привокзальной площади. Башня разрушена в 1943, восстановлена.                          |
| 23    | Кременчугское отделение Полтавского регионального представительства Южной железной дороги | Улица Соборная, 33/1                               | начало XX века (восстановлено в 1961)                 |      | В 2016 году со здания демонтирована советская символика. |
| 24    | Кременчугское Народное начальное училище                                                  | Улица Чкалова, 3-А                                 | 1913                                                  |      | Бывшее здание народного училища, ныне детская музыкальная школа имени П. И. Чайковского. |
| 25    | Жилой дом управляющего главными мастерскими Харьковско-Николаевской железной дороги       | Улица Ивана Приходько, 137 (139)                   | до 1917                                               |      | В здании расположен музей истории Крюковского вагоностроительного завода. |
| 26    | Приёмный покой Харьковско-Николаевской железной дороги (станция Крюков-на-Днепре)         | Улица Ивана Приходько, 83                          | до 1917                                               |      | В здании расположен Дом Юных техников. |
| 27    | Клуб имени Котлова                                                                        | Улица Ивана Приходько, 100                         | 1927 (разрушен в 1943, восстановлен в 1950-х)         |      | Здание в стиле Украинский модерн было построено как клуб вагоностроителей. Названо в честь революционера Ивана Котлова. Используется как дворец культуры. |
| 28    | Жилой дом (неофициальное название — «125-квартирный дом»)                                 | Улица Соборная, 32/29                              | 1930-е (разрушен в 1943, восстановлен в 1949-56)      |      | Жилой дом на 125 квартир, построенный в стиле Сталинский ампир. Одно из первых многоэтажных зданий в городе. Разрушено немецкими войсками, восстановлено. |
| 29    | Общеобразовательная школа № 13                                                            | Улица Троицкая, 37/19                              | 1935                                                  |      | В школе обучались Ткаченко Илья Иванович (Герой Советского союза) и Емельяненко Константин Викторович. После учебного года 2010—2011 решением городского совета школа закрыта. В 2015 году рядом с памятником архитектуры начато строительство многоэтажного дома. |
| 30    | Здание главной проходной Крюковского вагоностроительного завода                           | Улица Ивана Приходько, 139                         | 1938                                                  |      | Здание используется Крюковским вагоностроительным заводом. |
| 31    | Дом ожидания для посетителей                                                              | Улица Ивана Приходько, 139                         | 1949                                                  |      | Здание используется отделом кадров Крюковского вагоностроительного завода. |
| 32    | Пожарная часть                                                                            | Проспект Свободы, 12                               | 1950                                                  |      | Здание принадлежит пожарной части. |
| 33    | Жилой дом                                                                                 | Улица Софиевская, 38/19                            | 1950                                                  |      | |
| 34    | Дворец культуры «КрАЗ»                                                                    | Проспект Свободы, 56                               | 1952                                                  |      | Здание дворцы культуры КрАЗ было построено в стиле Сталинский ампир, по типовому проекту. Ныне принадлежит Кременчугскому мясокомбинату (укр. Кременчуцький м'ясокомбінат).                                                                                        |
| 35    | Спорттоварищество «Вагоностроитель»                                                       | Улица Ивана Приходько, 102                         | 1952                                                  |      | В 2016 году со здания демонтирована советская символика. |
| 36    | Водонапорная башня                                                                        | Микрорайон № 57, проспект Свободы, 21-А            | 1953                                                  |      | Построенная после Второй мировой войны башня с 1991 года находится в частной собственности. |
| 37    | Жилой дом                                                                                 | Улица Соборная, 5/9                                | 1953                                                  |      | |
| 38    | Управление Крюковского вагонного завода                                                   | Улица Ивана Приходько, 139                         | 1957                                                  |      | В здании размещается управление Крюковского вагоностроительного завода. |
| 39    | Медицинский профилакторий вагонного завода                                                | Улица Павла Чубинского, 12                         | 1958                                                  |      | В бывшем профилактории Крюковского вагоностроительного завода ныне размещается психоневрологический диспансер. |
| 40    | Жилой дом                                                                                 | Улица Соборная, 9/16                               |                                                       |      | |
| 41    | Жилой дом                                                                                 | Улица Соборная, 24/14                              |                                                       |      | |

## Объекты, исключённые из перечня памятников архитектуры
В таблице ниже представлены объекты, исключённые из списка памятников архитектуры (в том числе утраченные).
| п/п | Название                                        | Адрес                                                                     | Дата постройки                                     | Фотография | Краткое описание |
| --- | ----------------------------------------------- | ------------------------------------------------------------------------- | -------------------------------------------------- | ---------- | --- |
| 1   | Вокзал «Крюков-на-Днепре»                       | Улица Ивана Приходько, 87                                                 | 1875 (сгорел в 2002)                               |            | Старейший вокзал Южной железной дороги сгорел в 2002 году. |
| 2   | Александровское реальное училище                | Улица Коцюбинского, 12                                                    | 1878 (разрушено в 1943, восстановлено в 1961)      |            | Первое среднее учебное заведение в Кременчуге. Названо в честь императора Александра III. Ныне здание принадлежит Кременчугскому лётному колледжу. Относится к памятникам истории.                                                                      |
| 3   | Общеобразовательная школа № 24                  | Проспект Полтавский, 15                                                   | 1889                                               |            | В школе обучался Вовк Александр Александрович, воин-интернационалист. |
| 4   | Здание народного училища                        | Улица Чкалова, 2                                                          | 1914                                               |            | |
| 5   | Общеобразовательная школа № 9                   | Улица Ивана Приходько, 38                                                 | 1936                                               |            | Открытая в 1936 году школа с украинским языком преподавания в основном обучала детей сотрудников Крюковского вагоностроительного завода. Во время войны в здании располагался госпиталь. В 1943 году школа восстанавливается, занятия возобновляются.   |
| 6   | Общеобразовательная школа № 14                  | Улица Гагарина, 4                                                         | 1938 (разрушена в 1941—1943, восстановлена в 1948) |            | После учебного года 2012—2013 занятия в школе прекращены. Во время реконструкции здания под центр государственных услуг, были найдены остатки старообрядческой церкви. По состоянию на 2015 год, здание пустовало.                                      |
| 7   | Общеобразовательная школа № 29                  | Улица Республиканская, 76                                                 | 1939                                               |            | В школе обучалась Людмила Васильевна Кораблина, входившая в период оккупации Крюкова (1941—1943) в состав подпольной группы. Расстреляна фашистами вместе с семьёй. В 1985 на школе установлена посвящённая Кораблиной памятная доска.                  |
| 8   | Комплекс жилых домов                            | Улица Ивана Приходько, 99, 103, 105, 107, 109 Улица Александровская       | 1946-1949                                          |            | |
| 9   | Ансамбль жилых домов                            | Проспект Свободы, 60/1, 62, 78                                            | 1952-53                                            |            | |
| 10  | Жилой дом                                       | Улица Маяковского, 3                                                      | 1953                                               |            | В здании располагается Кременчугская вечерняя школа № 3. |
| 11  | Ансамбль жилых домов                            | Улица Ивана Приходько, 11, 13, 15, 17, 19, 21, 23, 25, 27 , 29, 31        | 1950-1954                                          |            | |
| 12  | Общеобразовательная школа № 27                  | Проспект Свободы, 104                                                     | 1954                                               |            | |
| 13  | Общежитие техникума железнодорожного транспорта | Улица Первомайская, 20                                                    | 1955                                               |            | В бывшем здании общежития ныне расположен филиал Приватбанка. |
| 14  | Комплекс жилых домов                            | Улица Ивана Приходько, 26, 28, 30, 32, 34/5, 35, 36 Переулок Тополевый, З | 1954 -1957                                         |            | |
| 15  | Общеобразовательная школа № 23                  | Улица Александровская, 18                                                 | 1956                                               |            | До 1965 года в здании располагался единственный в городе интернат, затем — общеобразовательная школа. Директором интерната был Коротич, Сергей Тарасович, кавалер ордена Ленина.                                                                        |
| 16  | Жилой дом                                       | Проспект Свободы, 92/17                                                   | 1958                                               |            | |
| 17  | Дом торговли                                    | Улица Соборная, 16/9                                                      | 1961                                               |            | Последнее здание Кременчуга, построенное в стиле Сталинской архитектуры. Более поздние здания строились в упрощённом стиле. Дом торговли построен на месте разрушенной немцами Городской думы. В 2016 году со здания демонтирована советская символика. |